# Padreda
Padreda (llamada oficialmente San Miguel de Padreda) es una parroquia y un lugar del municipio español de Villar de Barrio, en la provincia de Orense, Galicia.

## Organización territorial
La parroquia está formada por cuatro entidades de población:
- A Seara
- Padreda
- Penouzos
- San Miguel

## Demografía

### Parroquia
| Gráfica de evolución demográfica de Padreda (parroquia) entre 2000 y 2023 |
|                                                                           |
| Datos según el nomenclátor publicado por el INE.                          |

### Lugar
| Gráfica de evolución demográfica de Padreda (lugar) entre 2000 y 2023 |
|                                                                       |
| Datos según el nomenclátor publicado por el INE.                      |